# Leontiprionus rudis
Leontiprionus rudis är en skalbaggsart som först beskrevs av Leon Fairmaire 1868.  Leontiprionus rudis ingår i släktet Leontiprionus och familjen långhorningar.
Artens utbredningsområde är Madagaskar. Inga underarter finns listade i Catalogue of Life.